# En Kamp for Livet
En Kamp for Livet er en amerikansk stumfilm fra 1921 af Lambert Hillyer.

## Medvirkende
- William S. Hart som Marsden / Ben Trego
- Jane Novak som Ethel Barton
- S. J. Bingham som George Barton
- J. Gordon Russell som Bull Yeates
- Ivor McFadden som Solly
- Herschel Mayall som Carroll
- Collette Forbes som Jean